# Birgit Friedmann
Birgit Friedmann (ur. 8 kwietnia 1960 w Königstein im Taunus) – niemiecka lekkoatletka, specjalistka biegów średnio- i długodystansowych, mistrzyni świata z 1980 z Sittard.
Startowała w reprezentacji Republiki Federalnej Niemiec. Największym sukcesem sportowym Friedmann jest zwycięstwo w biegu na 3000 metrów na mistrzostwach świata w 1980 w Sittard. Mistrzostwa te były rozgrywane tylko w dwóch konkurencjach kobiecych – biegu na 3000 metrów i biegu na 400 metrów przez płotki, które nie znalazły się w programie igrzysk olimpijskich w 1980 w Moskwie.
Friedmann startowała również w mistrzostwach Europy w 1978 w Pradze, gdzie nie ukończyła biegu na 3000 metrów, oraz w mistrzostwach Europy w 1982 w Atenach, gdzie zajęła 11. miejsce w biegu na 1500 metrów i 5. miejsce na 3000 metrów (ustanowiła wówczas swój rekord życiowy).
Friedmann zdobyła następujące medale w mistrzostwach RFN:
- bieg na 1500 metrów – srebrne medale w 1978 i 1982, brązowy w 1981
- bieg na 3000 metrów – złote medale w latach 1978 i 1980-1982[1]

Jej rekordy życiowe:
- bieg na 1500 metrów – 4:05,90, 8 sierpnia 1982 w Zurychu[2]
- bieg na 3000 metrów – 8:43,65, 9 września 1982 w Atenach[3]

Startowała w klubie Eintracht Frankfurt.
Ukończyła studia medyczne. Pracuje jako lekarz medycyny sportowej w klinice uniwersyteckiej w Heidelbergu. Opublikowała książkę Marathontraining für Frauen (współautorka).